# Kommunalwahlen in Estland 2009
Die Kommunalwahlen in Estland 2009 fanden am 18. Oktober 2009 statt. Gewählt wurden die Organe der örtlichen Selbstverwaltungen, darunter auch die Gemeinderäte und Bürgermeister. Es waren insgesamt 3.076 Mandate zu vergeben. Der Wahlturnus ist im Vierjahresrhythmus geregelt.

## Teilnehmer
Zu den Wahlen traten an:
- 8 Parteien
- 159 Unabhängige Kandidaten
- 324 Wahlbündnisse von Bürgern

## Landesweites Ergebnis
Als Wahlsieger ging die Estnische Zentrumspartei mit deutlichen Stimmengewinnen im Vergleich zur letzten Wahl hervor. Die Volksunion (ERL) musste hohe Stimmenverluste hinnehmen und erreichte nur noch 1,9 Prozent, das waren rund 10,6 Prozentpunkte weniger als bei der vorangegangenen Wahl.
|                                       | Estnische Zentrumspartei (K)                 | 207.565   | 31,5  | +6,0  |
|                                       | Unabhängige / Wahlbündnisse von Bürgern      | 176.998   | 27,3  | +7,1  |
|                                       | Estnische Reformpartei (RE)                  | 110.263   | 16,7  | −0,2  |
|                                       | Pro-Patria- und Res-Publica-Union (IRL)      | 92.068    | 13,9  | −3,2  |
|                                       | Sozialdemokratische Partei (SDE)             | 49.540    | 7,5   | +1,1  |
|                                       | Volksunion (ERL)                             | 12.683    | 1,9   | −10,6 |
|                                       | Grüne Estlands (EER)                         | 7.774     | 1,1   | Neu   |
|                                       | Partei Christliche Demokraten Estlands (EKD) | 1.033     | 0,1   | −0,3  |
|                                       | Estnische Unabhängigkeitspartei (EIP)        | 289       | 0,0   | −0,1  |
| Gesamt                                | Gesamt                                       | 658.213   | 100,0 | –     |
| Gültige Stimmen                       | Gültige Stimmen                              | 658.213   | 99,3  | +0,5  |
| Ungültige Stimmen                     | Ungültige Stimmen                            | 4.600     | 0,7   | −0,5  |
| Wahlbeteiligung                       | Wahlbeteiligung                              | 662.813   | 60,6  | +13,2 |
| Nichtwähler                           | Nichtwähler                                  | 431.504   | 42,0  | −13,2 |
| Wahlberechtigte                       | Wahlberechtigte                              | 1.094.317 |       |       |
| Quelle: Staatliche Wahlkommission VVK |                                              |           |       |       |